# Bachaquero
Bachaquero – miasto w Wenezueli w stanie Zulia, położone nad Jeziorem Maracaibo.

## Demografia
Miasto według spisu powszechnego 21 października 2001 roku liczyło 31 914, 30 października 2011 ludność Bachaquero wynosiła 34 353.